# Isabel Morón
Isabel María Morón ( Madrid, siglo XVII) fue una dramaturga española de la que apenas se tienen datos ni de su obra ni de su vida.

## Biografía
En su trabajo literario publicado Buen amante y buen amigo dentro del tomo IV de la Colección de las mejores comedias nuevas encontramos el único testimonio a Isabel Morón. En 1792 Ramón Ruiz se refirió a ella como  "doña Isabel María Morón, natural de Madrid"  por lo que se infiere que era considerada una mujer distinguida con relaciones que la permitieron no solo escribir sino también divulgar su obra en la segunda mitad del siglo XVIII.

### Su obra
Buen amante y buen amigo, 1792
Es una comedia escrita en verso, separada en tres actos, y emplazada en Zaragoza, es una comedia sentimental que trata el tópico de Malcasada. Esta obra sigue el estereotipo de los infortunios de la mujer joven casada con un viejo y que debe defender su virtud de los funestos celos de su marido que pueden llegar hasta el homicidio.La obra presenta una factura neoclásica, en la que la autora demuestra un excelente dominio de la construcción dentro del respeto a las tres unidades y tal vez una crítica cruel e irónica de los roles dentro del matrimonio.

CASILDA:
¿Victoria, hermana, confusa,
turbada, y con tardo acento
me llamas? ¿Aún no amanece,
y vestida estás? ¿Qué es esto?
VICTORIA:
¡Ay Casilda! Ya es mi muerte
cierta, cuanto escucho y veo
anuncia mi desventura;
huyamos, huyamos presto
de esta casa; mas ¿qué digo?,
¿adónde el pavor, el miedo
me lleva? ¿Me hallo inocente,
y tengo honor; pues qué temo?
Acaso me hará culpada
la fuga que necia emprendo.
CASILDA:
No te entiendo. Tan suspensa
me tienes, que no me atrevo
a preguntarte la causa
de tu dolor; mas deseo
saberla, que como propio,
sin comprehenderle le siento.
VICTORIA:
¿Estamos solas?
(Mirando a todas partes)
CASILDA:
Ninguno
todavía dejó el lecho.
Yo solamente te escucho.
VICTORIA:
¿Solas estamos? Ya aliento.
¿Ves este puñal?
(Lo saca admirada).
CASILDA:
¿Qué fin
te ha conducido a traerlo?
VICTORIA:
Este guardaba Ricardo,
mi esposo, ¡fiero tormento!,
sin duda para emplearlo
hoy, en mi inocente pecho.
CASILDA:
¿Pues qué motivo…?
VICTORIA:
No sé.
Socorro pido a los cielos.
CASILDA:
Apenas habrá dos años,
que persuadida a los ruegos
de nuestros padres, la mano
le diste, cuando tan fiero,
trueca su amor en rigores,
y en crueldades sus afectos.
VÍCTORIA:
Si, Casilda, bien tú sabes
los pesares, los tormentos
y lágrimas que costó
a mi amor, llegar a hacerlo.
(…)
Solo por dar a mi padre
gusto, ¡de pensarlo muero!
(…)
Él es. ¡Toda me estremezco
al verle! Retírate
a tu cuarto, que no quiero
que te vea hablar conmigo.
CASILDA:
Ya me retiro, mas quedo
a la vista por si acaso
fuese tu peligro cierto.»